# 長慶子
長慶子（ちょうげいし/ちょうげし）は、雅楽の唐楽の曲名の一つ。
太食調で、早四拍子の小曲である。源博雅が作曲したと伝えられている。この曲自体は管絃だけで舞はない。行事が終わり参加者が退出する退出音声の一つとして奏された。現代でも舞楽会の最後に奏するため、鑑賞機会の多い曲である。舞がなくても舞楽吹として奏する。
この曲は雅楽としては非常に速いテンポとなっている。